# جولي نيلسون
جولي نيلسون (بالإنجليزية: Julie Nelson)‏ (4 يونيو 1985 بأيرلندا الشمالية في المملكة المتحدة - ) هي لاعبة كرة قدم بريطانية في مركز الدفاع. شاركت مع منتخب أيرلندا الشمالية لكرة القدم للسيدات. أما مع النوادي، فقد لعبت مع آي بي في ونادي غلاسكو سيتي وDurham W.F.C. ‏ وCrusaders Strikers F.C. ‏ ونادي إيفرتون للسيدات.

## وصلات خارجية
- جولي نيلسون على موقع الاتحاد الدولي (مؤرشف)  (الإنجليزية)
- جولي نيلسون على موقع الاتحاد الأوربي (الإنجليزية)
- جولي نيلسون على موقع الاتحاد الأوربي (الإنجليزية)
- جولي نيلسون على موقع قاعدة بيانات كرة القدم.إي يو (الإنجليزية)
- جولي نيلسون على موقع Soccerway.com (الإنجليزية)
- جولي نيلسون على موقع عالم كرة القدم.نت (الإنجليزية)